# CONCACAF 컵위너스컵
CONCACAF 컵위너스컵(CONCACAF Cup Winners Cup)은 북중미카리브 축구 연맹(CONCACAF) 주관으로 열린 국제 클럽 축구 대회 가운데 하나로 1991년부터 1998년까지 개최되었다.
각국의 국내 컵 대회 우승 팀이 참가하는 대회였지만 일부 국가에서는 컵 대회가 없었기 때문에 문제가 되기도 했다. 또한 1996년부터 1998년까지는 대회가 진행되던 도중에 중단되기도 했다. 2001년 CONCACAF 자이언츠컵이 개최되면서 폐지되었다.

## 역대 대회
| 연도 | 우승                    | 준우승                  |
| ---- | ----------------------- | ----------------------- |
| 1991 | 아틀레티코 마르테       | 코무니카시오네스        |
| 1992 | 열리지 않음             | 열리지 않음             |
| 1993 | 몬테레이                | 레알 에스파냐           |
| 1994 | 네칵사                  | 아우로라                |
| 1995 | 테코스                  | 루이스 앙헬 피르포      |
| 1996 | 대회 진행 도중에 중단됨 | 대회 진행 도중에 중단됨 |
| 1997 | 대회 진행 도중에 중단됨 | 대회 진행 도중에 중단됨 |
| 1998 | 대회 진행 도중에 중단됨 | 대회 진행 도중에 중단됨 |